# Xanthorhoe bajutzaria
Xanthorhoe bajutzaria là một loài bướm đêm trong họ Geometridae.